# Arterias nasales posteriores laterales
La arterias nasales posteriores laterales son arterias que se originan en la arteria esfenopalatina. No presentan ramas.

## Distribución
Se distribuyen hacia el hueso frontal, el seno frontal, el seno maxilar, el seno etmoidal y el seno esfenoidal.